# Neoroepera
Neoroepera es un género de plantas perteneciente a la familia Picrodendraceae. Comprende dos especies originarias de Queensland en Australia.

## Especies
- Neoroepera banksii Benth., Fl. Austral. 6: 117 (1873).
- Neoroepera buxifolia Müll.Arg. in A.P.de Candolle, Prodr. 15(2): 489 (1866).